# 丘尖球虫
丘尖球虫（学名：Acrosphaera collina）为胶球虫科尖球虫属的动物。分布于新几内亚北岸以及中国东海等海域。